# Werner Zdouc
Werner Zdouc (* 20. Jahrhundert, vor 1981) ist ein österreichischer Jurist, Hochschullehrer und Funktionär in der Welthandelsorganisation (WTO).

## Leben
Werner Zdouc stammt aus Österreich und studierte an der Universität Graz Rechtswissenschaften. Im Anschluss absolvierte er ein LLM-Programm an der University of Michigan. An der Universität St. Gallen erwarb er 2002 einen Doktortitel. Seine Dissertation, die thematisch rechtliche Probleme beim GATS behandelte, wurde von Ernst-Ulrich Petersmann und Juliane Kokott genehmigt. Von 1987 bis 1989 arbeitete er dann in Österreich und Lateinamerika für verschiedene staatliche und nicht staatliche Hilfsorganisationen.

## Wirken in der Welthandelsorganisation
1995 trat er dann in die WTO Legal Affairs Division ein und wechselte 2001 in das Sekretariat des WTO Appellate Body. In diesen Funktionen beriet er zahlreiche WTO Panels und arbeitete bei Unterstützungsmissionen in Entwicklungsländern mit.
Werner Zdouc war von 2006 bis 2020 Leiter des Sekretariats des WTO Appellate Body. Während dieser Zeit saß er 2008 bis 2009 dem WTO Joint Advisory Committee vor, welches den Generaldirektor berät. Nach 2020 wurde er Direktor des Knowledge and Information Management, Academic Outreach and WTO Chairs Programme Division of the WTO. Diese neu geschaffene Abteilung soll zu einem großen Teil die aufgrund der Blockade des Appellate Body nicht eingebundenen Personen des Appellate Body Sekretariats, wie Werner Zdouc, neu einbinden.

## Akademisches Wirken
Werner Zdouc hat an verschiedenen Universitäten Vorlesungen gelesen und war als Gastprofessor tätig, so an der Wirtschaftsuniversität Wien, den Universitäten von St. Gallen (1999–2001), Zürich (1999–2006), Barcelona, Seoul, Shanghai, Yokohama und dem Graduate Institute in Genf.
Er ist Mitglied der International Law Association und dort war er Teil des Trade Law Committee.

## Einschätzung seines Wirkens
Paul Blustein schätzte den Vorsitzenden des Appellate Body Sekretariats als den „mächtigsten internationalen Beamten“ ein. So kam ihm laut Einschätzung Blusteins in vielen Entscheidungen eine zentrale Rolle zu, denn viele Mitglieder des Appellate Body hätten nicht die Zeit und aufgrund des Umstandes, dass sie Englisch nicht als Muttersprache hatten, auch nicht die Möglichkeit, alle Dokumente in kompletter Fülle zu lesen, und verließen sich auf Einschätzungen der Mitglieder des Sekretariats, ähnlich wie Richter an anderen Gerichten dies bei ihren Mitarbeitern auch täten. Laut Blustein soll ein Teil der Kritik, unter anderem der USA, am WTO Appellate Body auf die Wortgewandheit und das Auftreten Zdouc zurückgehen, laut anderen soll Zdouc jedoch nur in Diskussionen und Schriftsätzen darauf pochen, dass die Entscheidungen des Appellate Body konsistent sind mit früherem Fallrecht. Eine seiner Hauptkritikerinnen soll die amerikanische Professorin und Mitglied am Appellate Body Jennifer Hillman gewesen sein, die seine Rolle als zu eingreifend sah.
Da einige Zdouc als einen Grund für die amerikanische Kritik am Appellate Body und dessen überbordender Auslegung sahen, wurde sein Rücktritt als eine Möglichkeit gesehen, die Trump-Administration zu beruhigen. Der Professor Steve Charnowitz erwiderte darauf in einem Blog, dass diese Entscheidung die amerikanische Administration nicht beschwichtigt hätte, sondern die Entlassung oder der Rücktritt aufgrund des Druckes eine Ungerechtigkeit darstellen würde, die dem Grundprinzip der „rule of law in der WTO“ widersprechen würde.
Der Autor Rob Howse beschrieb 2015, dass Zdouc wohl ein starker Vertreter der Ansicht sei, dass die Mitglieder des Appellate Body nur kollegial entscheiden sollten und keine dissenting oder abweichende Meinungen veröffentlichen sollten. Dabei analysiert er, dass Zdouc, der über mehrere Jahre das Sekretariat leitete und bei den Neubesetzungen der Mitgliederstellen, die Rolle einer gewissen „Quelle der Kontinuität“ und eines „institutionellen Gedächtnisses“ zukommt.

## Publikationen
Er hat mit Peter Van den Bossche seit der vierten Edition zusammen das Standardwerk im Rahmen des Welthandelsrechts geschrieben, The Law and Policy of the World Trade Organization Text, Cases and Materials.
Weitere Publikationen
- Legal problems : arising under the General Agreement on Trade in Services ; comparative analysis of GATS and GATT, 2002.

Neben Büchern ist Werner Zdouc Autor zahlreicher Artikel zum internationalen Handelsrecht.